# Antonio Pettinari
Antonio Pettinari (Treia, 25 dicembre 1949) è un politico italiano, presidente della provincia di Macerata dal 2011 al 2021.